# 三田文代
三田 文代（みた ふみよ、1967年1月6日 - ）は、日本の元アイドル、女優。身長168cm。体重50kg。
広島県出身。ぐあんばーるに所属していた。

## 人物
- 元モモコクラブ611番。
- 1985年8月16日に『夕やけニャンニャン』の広島駐在員オーディションに合格し、広島駐在員、そしておニャン子クラブ会員番号24番として在籍する。また、1984年に『ホリプロタレントスカウトキャラバン』に出場経験もある。
- 大阪駐在員の23番林香織同様、長期休暇を利用して時折番組にも参加し、コンサートでは広島方面でのみ参加していた（その際に彼女用に作られたコンサート専用の会員番号の唄を歌っている）
- だが、やはり駐在員の為に番組の参加も少なくビデオやアルバムに未参加がほとんどで、また番組内でも駐在員の役割を果たす事が出来ず1986年3月27日の卒業式で林香織と共に卒業する。
- 卒業後は、日本旅行マッハクイーンのキャンペーンガールを経て女優業へと転身。
- ニューヨークにて演劇の勉強をしており、2006年7月にマンハッタンにて公開された『Merienda』という舞台に出演した。

## 出演

### テレビドラマ
- 世にも奇妙な物語 遅すぎた恋人（1990年、フジテレビ）
- 世にも奇妙な物語 残像（1991年、フジテレビ）
- 女事件記者 立花圭子（1992年、テレビ朝日）
- イエローカードスペシャル 結婚直前昔の女が出現して大波乱（1994年、TBS）
- ボディーガード（1997年、テレビ朝日）
- おそるべしっっ!!!音無可憐さん（1998年、テレビ朝日）

### その他のテレビ番組
- クイズ!!体にいいTV（日本テレビ）アシスタント
- 花王ファミリースペシャル ザ・同窓会（1994年、フジテレビ）